# Oldsmobile Bravada
O Oldsmobile Bravada é um veículo utilitário esportivo da Oldsmobile, derivado do Chevrolet Blazer americano, assim como o modelo GMC Jimmy.

## Galeria
- Primeira geração (1991-1994)
- Segunda geração (1995-2001)
- Terceira geração (2002-2004)